# Harry Price
Harry Price (Londra, 17 gennaio 1881 – Pulborough, 29 marzo 1948) è stato un parapsicologo britannico.

## Biografia
Fu educato a Londra alla Waller Road School e all'università di Haberdashers' Aske's Hatcham. 
Quando compì 15 anni Price fondò la Carlton Dramatic Society (Società Teatrale Carlton) e scrisse una piccola opera teatrale che includeva un riferimento ad una sua recente esperienza di contatti con un poltergeist, nella quale afferma di aver esplorato una casa infestata nello Shropshire..
Pochi anni dopo, Harry Price ricevette le attenzioni della stampa quando dichiarò un precoce interesse nella telegrafia spaziale. Installò una serie di rcevitori e trasmettitori tra Telegraph Hill, Hatcham e la chiesa di Saint Peter's in Brockley, riuscì a catturare l'effetto di una scintilla su una lastra fotografica, anche se secondo la più recente biografia di Price, scritta da Richard Morris, non esiste alcuna prova che questo non sia altro che una semplice dichiarazione alla stampa, su un presunto esperimento fatta dallo stesso Price. Nulla venne verificato.
Il giovane Price aveva anche un avido interesse nella collezione di monete e scrisse alcuni articoli per The Askean, la rivista della Haberdashers' School. Nella sua autobiografia, Search for Truth (Alla ricerca della verità), scritta tra il 1941 ed il 1942, Price dichiarò di essere tra quelli che erano coinvolti negli scavi archaeologici in Greenwich Park, a Londra, ma in scritti anteriori su Greenwich negò di avere preso parte a questi scavi. Dal maggio 1908 Price proseguì con il suo interesse nell'archeologia a Pulborough, nel Sussex, dove si era trasferito prima di sposare Constance Mary Knight nell'agosto dello stesso anno.
Lavorava per i mercanti della carta Edward Saunders & Sons come piazzista, ed inoltre lavorava per due giornali del Sussex, la  West Sussex Gazette e la Southern Weekly News dove scriveva della sua notevole propensione per scoprire antichità 'pulite'. Una di queste, un lingotto d'argento, (successivamente dichiarato falso) veniva presentato come inciso con il marchio a fuoco attorno al tempo dell'ultimo imperatore romano Onorio, pochi anni prima che un altro archeologo del Sussex, Charles Dawson scoprisse un mattone a Pevensey Fort nel Sussex che si sosteneva fosse stato fabbricato ai tempi di Onorio. Alcuni anni dopo, venne scoperto che anche il mattone era un ulteriore falso.

## Interesse per la magia e la prestidigitazione
Da bambino, Price fu testimone della performance di un mago ciarlatano venditore di pozioni, il "Grande Sequah" a Shrewsbury, e successivamente disse che quell'evento era “interamente responsabile nel dar forma a molto del lavoro della mia vita”, e lo condusse ad acquistare il primo volume (Professor Hoffman's Modern Magic) di quella che sarebbe diventata la Harry Price Library. Price divenne un esperto amatoriale di sortilegi, si unì al Magic Circle e mantenne un interesse imperituro nella magia da palcoscenico e nei sortilegi. La sua esperienza nei giochi di mano, di abilità e nei trucchi "magici" lo misero sulla buona strada per quella che sarebbe divenuta la sua passione divorante, l'investigazione della fenomenologia paranormale.

## Ricerche psichiche

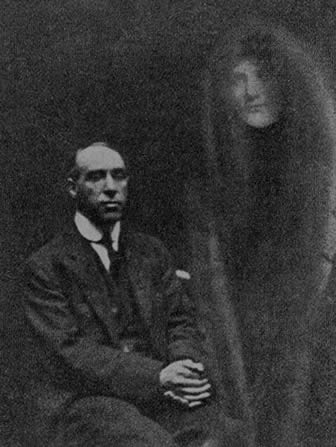
Una fotografia di Price accanto ad uno Spirito scattata da William Hope. Più tardi scoperta essere un falso dallo stesso Price.

Il primo grande successo di Price in fatto di ricerche psichiche fu nel 1922, quando scoprì un fotografo di 'spiriti', William Hope.
In quello stesso anno, Price si recò in Germania insieme a Eric Dingwall per investigare sul caso di Willi Schneider  nella dimora del Barone Albert von Schrenck-Notzing a Monaco da cui prese spunto per pubblicare lo scritto Revelations of a Spirit Medium (Rivelazioni di un medium spiritico). Nel 1923, Price ebbe la prima seduta con i medium Stella C, Jean Guzik e Anna Pilch. Nel 1925, grazie soprattutto alla London Spiritualist Alliance, Price istituì il National Laboratory of Psychical Research (Laboratorio Nazionale di Ricerca Psichica) e fu nominato ricercatore ufficiale esterno per la American Society for Psychical Research, incarico che avrebbe mantenuto fino al 1931. Nel 1926, il National Laboratory of Psychical Research fu trasferito nei nuovi edifici di Queensberry Place, South Kensington, e Price si trovò ad effettuare la sua prima seduta con Rudi Schneider a Braunau am Inn (paese natale di Adolf Hitler, in Austria), e a condurre i primi esperimenti con Eleanore Zugun a Vienna. Un anno dopo, Price aprì in pubblico la 'scatola' della profetessa Joanna Southcott a Westminster.
Nel 1929, lo spiritista Rudi Schneider si recò a Londra per esperimenti con la sua squadra di medium e Price iniziò la sua investigazione sulla Canonica di Borley, nell'Essex, che sarebbe durata 10 anni.
Poco dopo, il National Laboratory si trasferì nuovamente a Roland Gardens, a South Kensington. Nel 1932, in occasione del centenario della morte di Goethe, Price, insieme a C. E. M. Joad, si recò a Mount Brocken in Germania per condurre un esperimento di 'magia nera' che prevedeva la trasformazione di una capra in un ragazzo. L'anno successivo, Price inoltrò una formale richiesta all'Università di Londra per l'istituzione e l'equipaggiamento di un Dipartimento di Ricerca Psichica e per il prestito delle attrezzature del National Laboratory e della sua biblioteca. La Facoltà di Psicologia dell'Università di Londra rispose positivamente a questa proposta e, nel 1934, si diede vita all'University of London Council for Psychical Investigation, con Price come Segretario Onorario ed Editore.
Nel 1934, il National Laboratory of Psychical Research si occupò del suo caso più celebre. 50 sterline furono offerte alla medium Helen Duncan affinché si lasciasse esaminare in condizioni scientifiche. Un campione di ectoplasma di Helen Duncan era stato precedentemente analizzato dal Laboratorio, e si era scoperto che era composto in larga parte da albume d'uovo. Price svelò che le manifestazioni spiritiche della Duncan erano ottenute con delle garze di stamigna ingoiate e poi rigurgitate dalla medium. In seguito Price raccontò il caso nel libro Leaves from a Psychist's Case Book (Pagine dal caso di una medium), in un capitolo intitolato "The Cheese-cloth Worshippers" (Gli adoratori della stamigna). Durante il famoso processo alla Duncan, nel 1944, Price fornì i propri risultati come prova d'accusa.
Le ricerche di Price nel campo del paranormale proseguirono con le indagini sul trucco della corda indiana di Karachi e sulla pirobazia di Kuda Bux nel 1935. Prese altresì parte alla creazione della National Film Library (British Film Institute) divenendone il primo presidente (fino al 1941) e fu tra i membri fondatori della Shakespeare Film Society. Nel 1936, Price trasmise da una presunta casa infestata di Meopham, nel Kent, per la BBC e pubblicò The Confessions of a Ghost-Hunter (Confessioni di un cacciatore di fantasmi) e The Haunting of Cashen's Gap (L'infestazione di Cashen's Gap). Nello stesso anno, la biblioteca di Price fu trasferita come prestito permanente all'Università di Londra, seguita di lì a breve dal laboratorio e dagli strumenti d'indagine. Nel 1937, condusse altri esperimenti televisivi sulla pirobazia con Ahmed Hussain, presso Carshalton, e con Alexandra Palace e, inoltre, prese in affitto per un anno la Canonica di Borley. L'anno seguente, Price ricostituì il Ghost Club, da lui presieduto, condusse esperimenti con Rahman Bey, che fu "sepolto vivo" a Carshalton, e stilò un progetto di legge per la regolamentazione dell'attività paranormale. Nel 1939, organizzò un esperimento nazionale di telepatia sul periodico John O'London's Weekly. Negli anni '40, Price si dedicò alla scrittura, e i libri The Most Haunted House in England (La casa più infestata d'Inghilterra), Poltergeist Over England (Poltergeist sull'Inghilterra) e The End of Borley Rectory (La fine della Canonica di Borley) furono tutti pubblicati.

## Pubblicazioni
- Revelations of a Spirit Medium (Rivelazioni di un medium), con Eric J. Dingwall, Kegan Paul, Trench, Trubner & Co. Ltd, Londra, rilegato, 1922.
- Cold Light on Spiritualistic "Phenomena" - An Experiment with the Crewe Circle (Interpretazioni razionali dei fenomeni spiritistici - un esperimento con il Crewe Circle), di Harry Price, Kegan Paul, Trench, Trubner & Co. Ltd, 1922.
- Stella C. An Account of Some Original Experiments in Psychical Research (Stella C. Un resoconto di alcuni originali esperimenti nella ricerca medianica), Hurst & Blackett Ltd., rilegato, 1925.
- Rudi Schneider: A Scientific Examination of his Mediumship (Rudi Schneider: un esame scientifico della sua spedizione medianica), Methuen & Co. Ltd., rilegato, 1930.
- Leaves from a Psychist's Case Book (Pagine dal caso di una medium), di Harry Price, Victor Gollancz Ltd., rilegato, 1933.
- Confessions of a Ghost-Hunter (Confessioni di un cacciatore di fantasmi), Putnam & Co. Ltd., Londra, rilegato, 1936 (trad. it. Milano 1937).
- The Haunting of Cashen's Gap:  A Modern "Miracle" Investigated (L'infestazione di Cashen's Gap: indagine su un "miracolo" moderno) - Con R.S. Lambert, Methuen & Co. Ltd., rilegato, 1936.
- Fifty Years of Psychical Research: A Critical Survey Longmans (Cinquant'anni di ricerca psichica: un'analisi critica), Green & Co. Ltd., rilegato, 1939.
- The Most Haunted House in England: Ten Years' Investigation of Borley Rectory (La casa più infestata d'Inghilterra: dieci anni di indagini sulla Canonica di Borley), Longmans, Green & Co. Ltd., rilegato, 1940.
- Search for Truth:  My Life for Psychical Research (Alla ricerca della verità: la mia vita per la ricerca psichica), Collins, Londra, rilegato, 1942.
- Poltergeist Over England:  Three Centuries of Mischievous Ghosts (Poltergeist sull'Inghilterra: tre secoli di spiritelli dispettosi), Country Life Ltd., rilegato, 1945.
- The End of Borley Rectory (La fine della Canonica di Borley), Harrap & Co. Ltd., rilegato, 1946.